# 쥘 파트노트르
쥘 파트노트르 데 노이에(Jules Patenôtre des Noyers, 1845년 4월 20일– 1925년 12월 26일) 프랑스의 외교관이다. 간단히 축약하여 쥘 파트노트르라고 부른다.

## 생애
노이에는 마른주에서 태어났다. 고등사범학교를 졸업하고, 알제의 고등학교에서 몇 년간 교편을 잡았고, 1871년에 외교관이 되었다. 1873년부터 1876년까지 페르시아 북부에서 근무했다. 1880년 스웨덴의 스톡홀름에서 전권 대사를 지냈다.
1883년 9월 그는 프랑스 장관으로 임명되어 1884년에 베트남 보호령인 안남에서 프랑스 통치를 정규화하기 위해 파견되었을 때 가장 중요한 임무를 수행할 수 있었다. 1883년 8월 25일의 〈아르망 조약〉은 너무 가혹하다는 이유로 프랑스 의회에서 비준되지 않았고, 청나라 조정의 분노를 샀다. 파트노트르는 1884년 4월 말 자롱제의 서명을 받기 위해 케도르세(프랑스 외무성)가 수정한 조약안을 가지고 마르세이유를 떠났다. 5월 말에 그는 붕타우 근처의 군함으로 이동하여 5월 11일 청불 전쟁과 톈진 협정이 끝났다는 것을 알게 되었고 파리에서 추가 지시를 받았다. 그는 5월 26일에 하이퐁에, 5월 30일에 후에에 도착해서, 섭정인 응우옌 반 뜨엉과 협상을 시작했다. 1884년 6월 6일에 자롱제에게 주어 졌던 안남의 가신 지위를 상징하는 옥새를 녹였고 〈파트노트르 조약〉이 체결되었다.
그는 상하이로 가서 7월 1일 도착한 이후 청나라와 중국 군대를 통킹에서 철수시키기 위해 제기했던 난제들을 해결하려 했다. 협상은 실패로 끝났고, 1884년 8월 프랑스 세바스티앙 레스페 제독은 중국에 대한 적대 행위를 재개했다. 이듬해 그는 톈진에서 리홍장과 평화 조약에 서명했다. 그 조약에는 안남과 통킹에서 프랑스 보호령을 인정하고, 이후 국경 안에 머무른다는 내용이 있었다.
파트노트르는 1888년부터 1891년까지 모로코에서 전권대사로 재직한 뒤에, 워싱턴 DC로 파견되어 1893년에 대사로 승진했다. 그는 1897년부터 1902년까지 마드리드 대사로 재직했다.
그는 1902년에 레지옹 도뇌르 훈장을 받았다.

## 가족

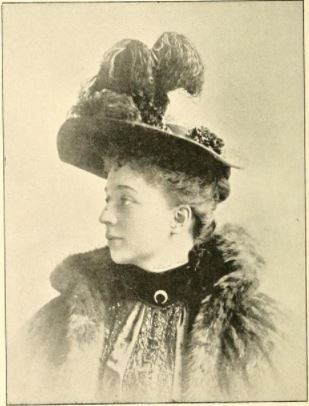
일라농 엘리버손

쥘 파트로노트르는 제임스 엘버슨 (Jason Elverson, Jr., 1929)의 누이인 일라농 엘리버손(Elanon Elverson)과 결혼을 했다. 그의 아내는 출판업자 제임스 엘리버손 경(James Elverson, Sr., 1838-1911)과 그의 아내인 샐리 듀발(Sallie Duvall)의 딸이었다.
그들 부부 사이에 딸 이본 파트노트르(Yvonne Patenôtre)가 태어났다. 이본 파트노트르는 카스텔라니 백작 보니파스 (1896–1946)와 결혼을 했다. 보니파스는 보니 드 카스텔라니와 안나 굴드 사이에 태어난 아들이었다.

## 같이 보기
- 파트노트르 조약

## 참고 문헌
- Billot, Albert (1886) L'affaire du Tonkin. Histoire diplomatique de l'établissement de notre protectorat sur l'Annam et de notre conflit avec la Chine, 1882-1885, par un diplomate, J. Hetzel et Cie, éditeurs, Paris, vi+ 430 pp.
- Devillers, Philippe (1998) Français et annamites . Partenaires ou ennemis ? 1856-1902, Denoël, Coll. Destins croisés, L'aventure coloniale de la France, Paris, 1998, 517 pp.
- McAleavy, Henry (1968) Black Flags in Vietnam: The Story of a Chinese Intervention Allen & Unwin, Ltd., London, New York, 1968, 296 pp.